# Labidostomis tridentata
Labidostomis tridentata är en skalbaggsart som först beskrevs av Carl von Linné 1758.  Labidostomis tridentata ingår i släktet Labidostomis, och familjen bladbaggar. Enligt den svenska rödlistan är arten sårbar i Sverige. Arten förekommer i Götaland, Öland, Svealand, Nedre Norrland och Övre Norrland. Artens livsmiljö är jordbrukslandskap, skogslandskap.

## Bildgalleri

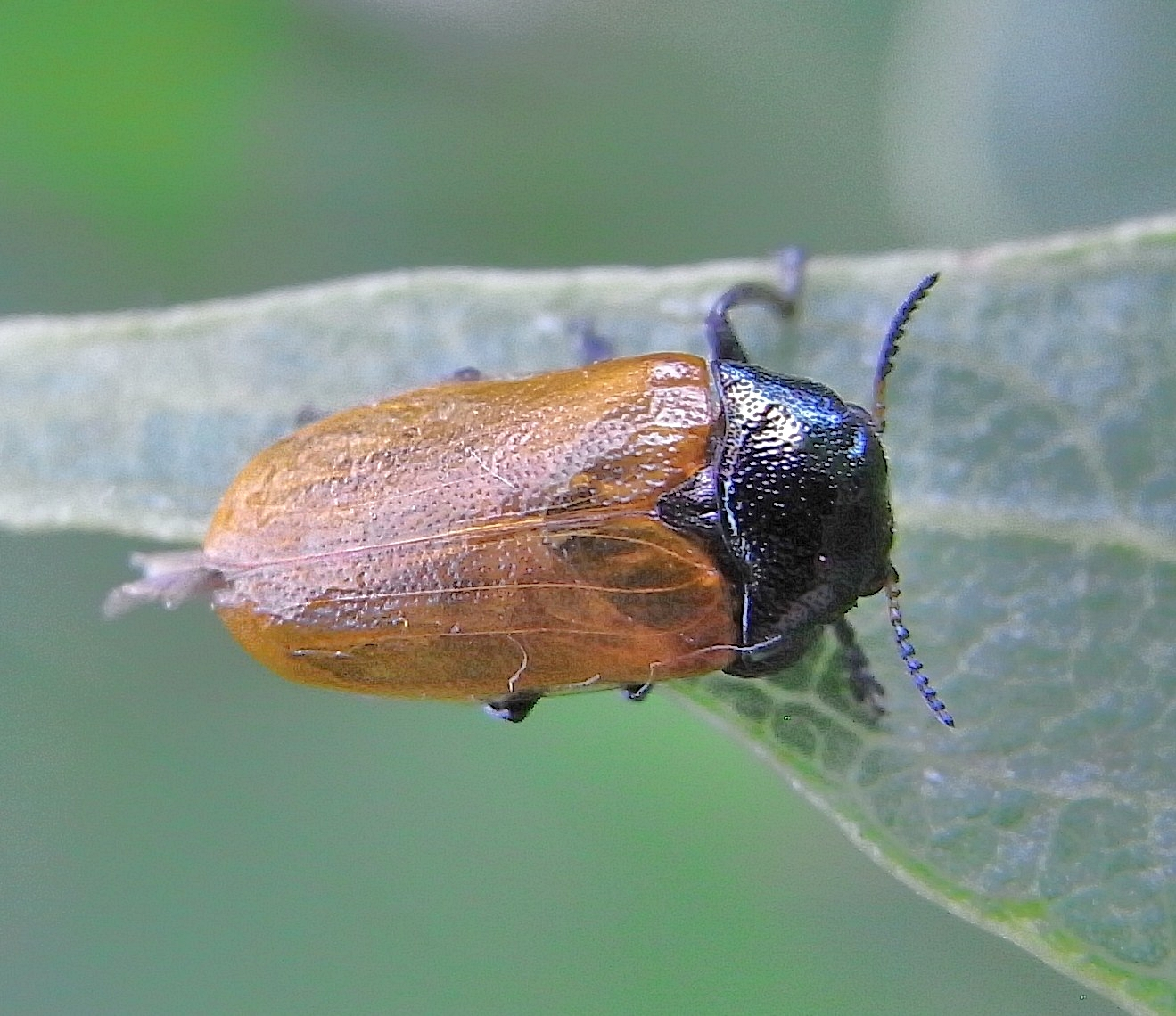
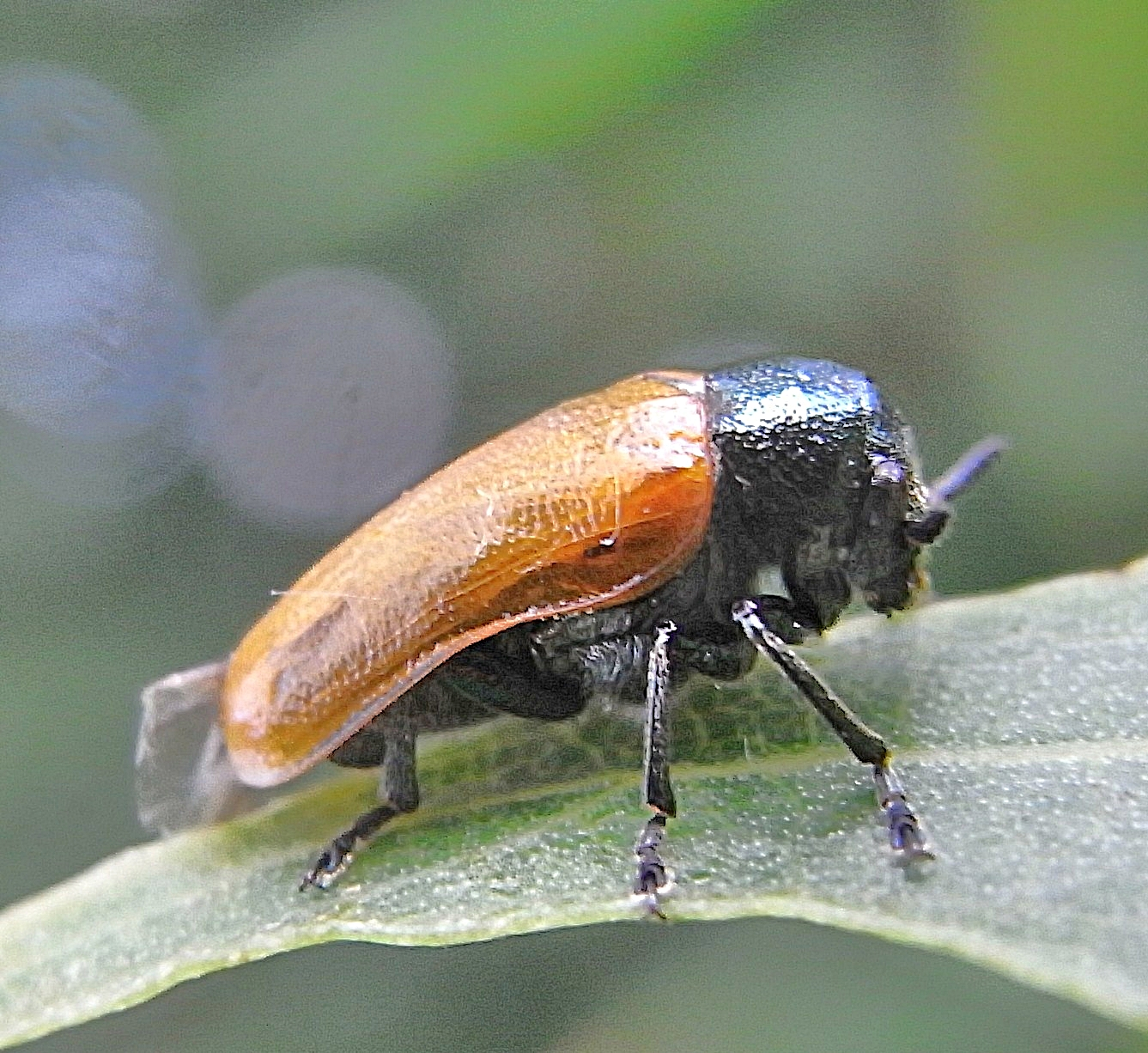
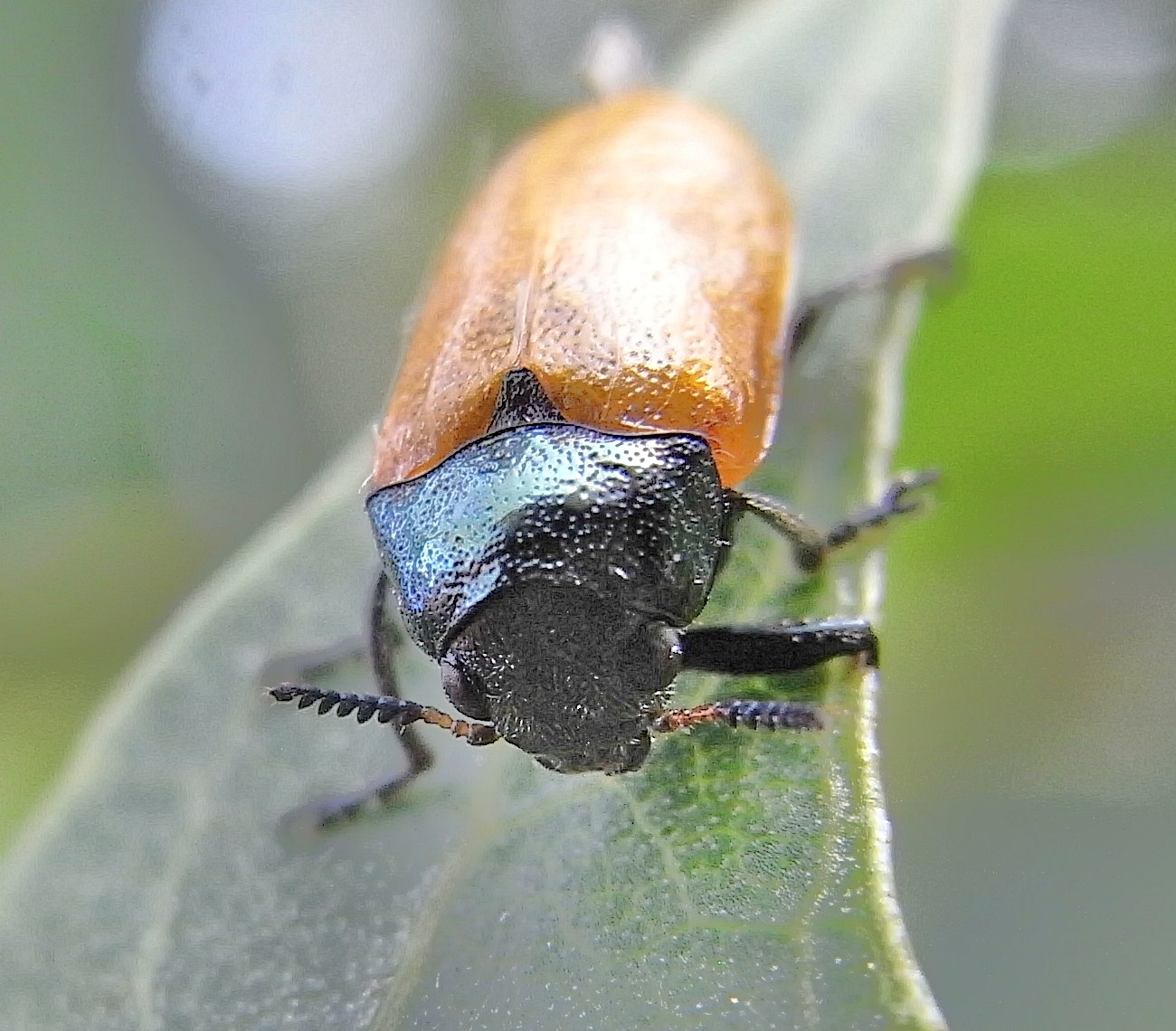
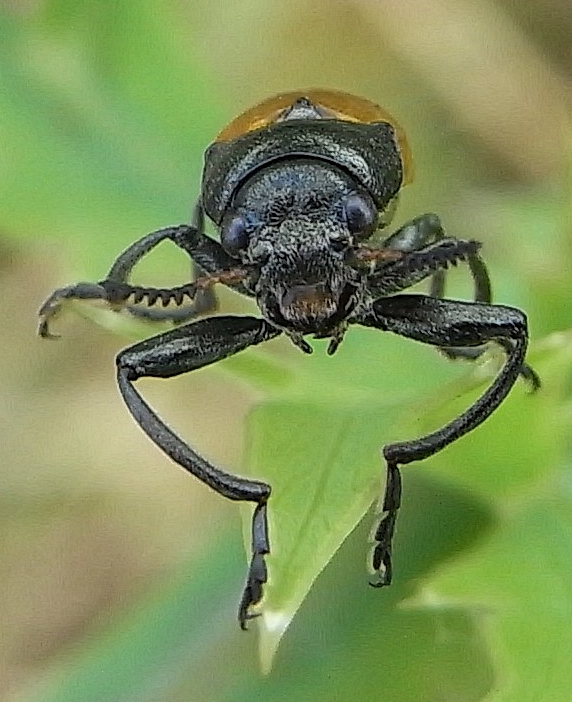
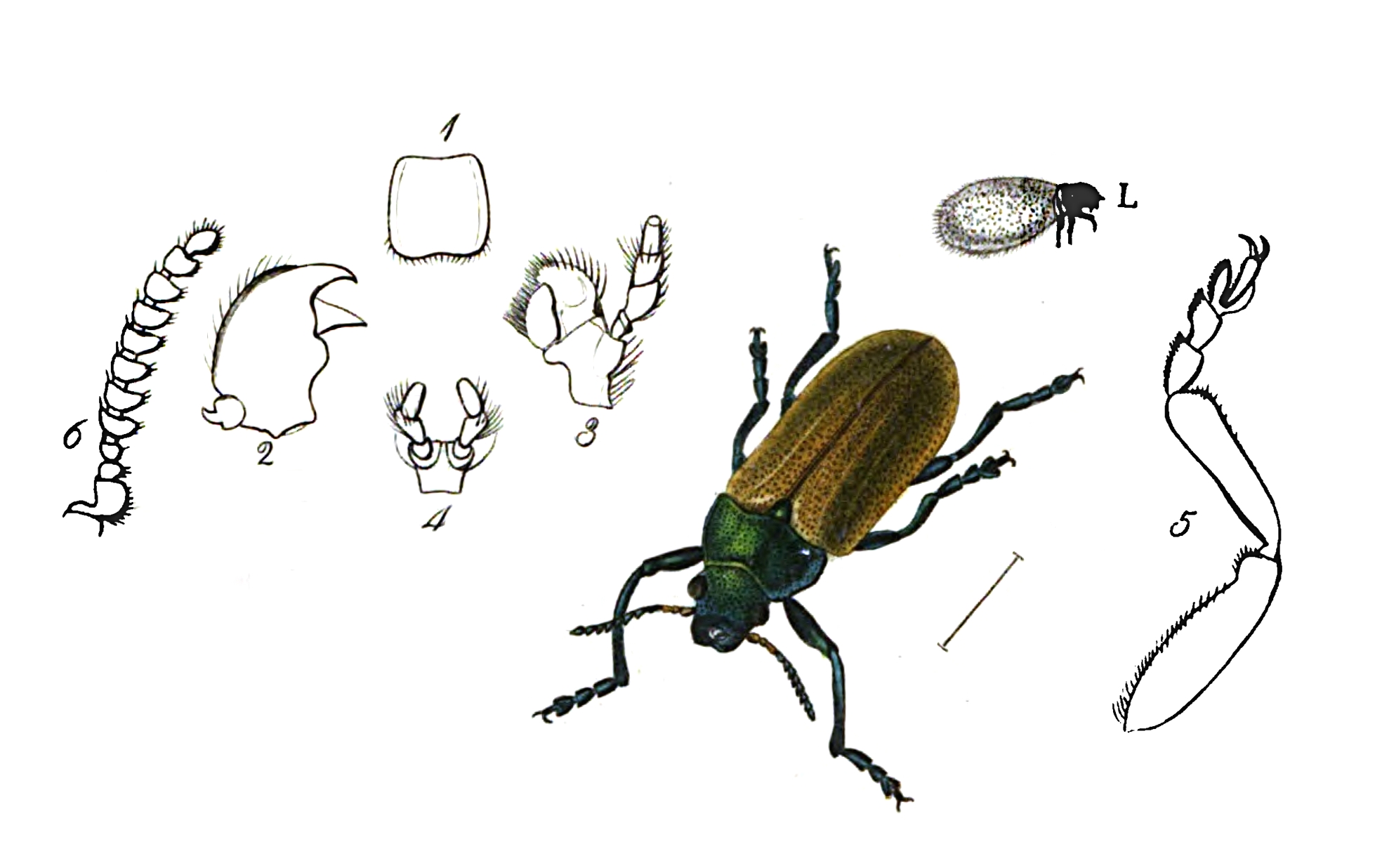